# دانشگاه سان‌شاین کوست

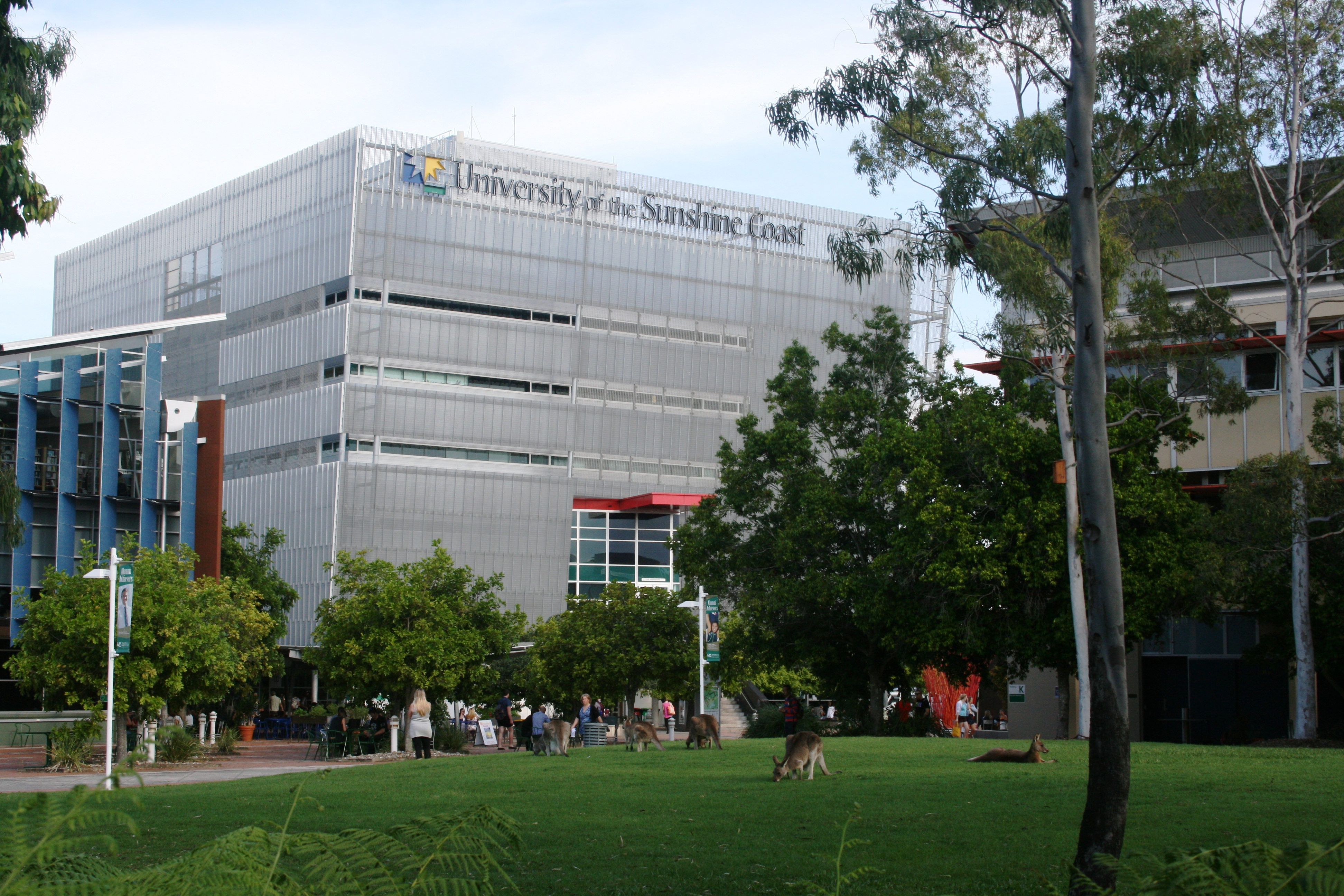
محوطه زندگی در دانشگاه

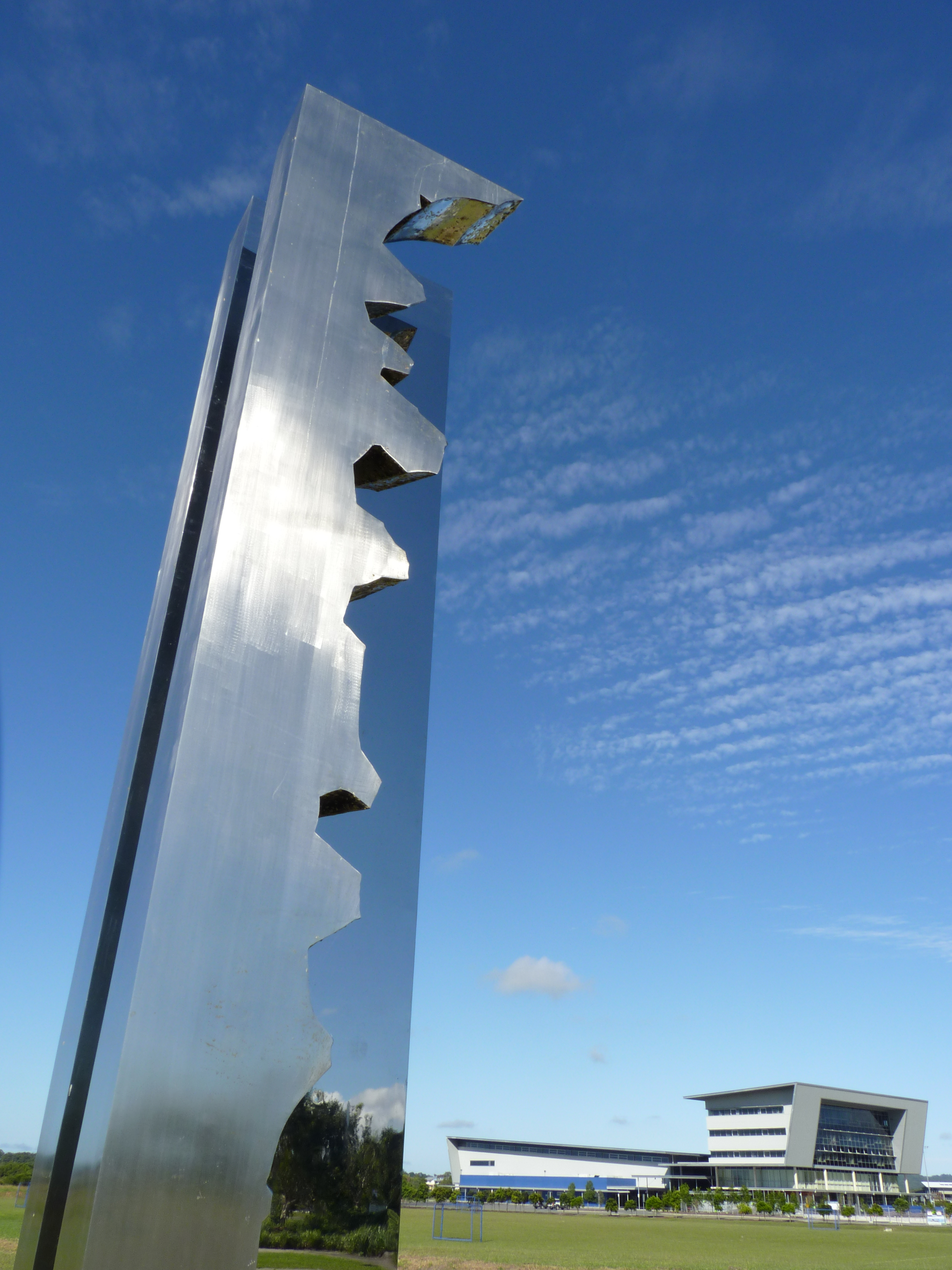
لئونارد سابل، بین مجسمه با دانشکده بهداشت و مرکز ورزش در پس زمینه

دانشگاه سان‌شاین کوست (به انگلیسی: University of the Sunshine Coast) به اختصار (USC) دانشگاه دولتی در استرالیا است که در سان شاین کوست در کوئینزلند و در ۱۰۰ کیلومتری شمال بریزبن واقع شده‌است.
برنامه‌های کارشناسی و کارشناسی ارشد (دوره کارشناسی و تحصیلات عالی) در هر دو دانشکده (دانشکده هنر، تجارت و قانون و دانشکده علوم پایه، بهداشت، آموزش و مهندسی)، با زمینه‌های تحصیل در ۷ رشته تقسیم می‌شوند: کسب و کار (بیزینس)، فناوری اطلاعات و گردشگری، صنایع خلاق، طراحی و ارتباطات، تحصیلات، مهندسی و علم، بهداشت، پرستاری و علوم ورزشی، علوم انسانی، روانشناسی و علوم اجتماعی، قانون و جرم‌شناسی.
در سال ۲۰۲۴ دانشگاه سان‌شاین کوست پردیس دانشگاهی جدیدی را در آدلاید تاسیس کرده است که در آن دوره‌های کارشناسی و کارشناسی ارشد در رشته‌های فناوری اطلاعات و ارتباطات و مدیریت کسب‌وکار ارائه می‌شود.

## رتبه‌بندی (رنکینگ)
طبق رتبه‌بندی QS در سال ۲۰۱۸، دانشگاه سان‌شاین کوست، در میان ۶۰۰ دانشگاه برتر جهان قرار دارد. هم‌چنین طبق رتبه‌بندی دانشگاه‌های استرالیا، ۳۵اُمین دانشگاه برتر استرالیا است.